# Ezequiel Rojas
José Ezequiel Rojas Ramírez (Miraflores, 13 de septiembre de 1803 - Bogotá, 21 de agosto de 1873) fue un ideólogo y político colombiano. Fue el fundador del Partido Liberal Colombiano.
Participó en la conspiración septembrina contra Simón Bolívar, por lo que fue desterrado.[cita requerida] Intentó regresar en 1830, pero la dictadura de Rafael Urdaneta se lo impidió. En 1832 consiguió retornar con éxito y fue elegido representante a la Cámara por la provincia de Tunja, permaneciendo en el cargo hasta 1849. Llegó a ocupar la presidencia de esta corporación en 1835, 1844, 1845, 1847 y 1848.
Cuando fue desterrado, Rojas llegó a Francia donde conoció a Jean Say, un famoso ideólogo de economía política. Cuando regresa a Colombia formula teorías económicas basadas en el liberalismo de Betham y el catolicismo, llegando a formular en pleno siglo xix una explicación del racionamiento de los agentes en el mercado, actualmente conocida como teoría de elección racional. Explicó las leyes del mercado en paralelo a las leyes de la ley de Dios. Su legado fue desconocido y ocultado cuando los conservadores retomaron el poder político e iniciaron su proyecto de Regeneración liderado por Rafael Núñez.

## Biografía
Se recibió de abogado en 1827 por la  Universidad Central de Bogotá, refundada años después como Universidad Nacional de Colombia. En 1828 participó en el periódico El Conductor que dirigía Vicente Azuero[cita requerida] y fue elegido diputado a la convención de Ocaña, más no pudo ejercer por no tener la edad mínima.
Se dedicó, así mismo, al ejercicio profesional y a la docencia universitaria. Destacó como defensor de las ideas progresistas de la época y tras la muerte del general Francisco de Paula Santander (de quien fue albacea) en 1840 y de Vicente Azuero en 1844, se convirtió en el principal ideólogo del naciente liberalismo. El 16 de julio de 1848, en el periódico El Aviso, Ezequiel Rojas publicó un artículo llamado «La razón de mi voto», en el cual adhiere a la candidatura presidencial del general José Hilario López y expone el ideario del Partido Liberal, dando inicio a la existencia de esta agrupación política. Al año siguiente López es elegido presidente y nombra a Rojas como ministro de hacienda. Entre 1850 y 1857 fue encargado de negocios de Nueva Granada ante Francia, el Reino Unido y la Santa Sede.
A su regreso al país respaldó el radicalismo liberal en fuertes debates parlamentarios, académicos y periodísticos.[cita requerida] En 1867 fue elegido como el primer rector de la Universidad Nacional, pero no llegó a ejercer; en 1870 es elegido senador y presidente del Senado y en 1872 asume como designado presidencial.
Rojas murió en Bogotá el 31 de agosto de 1873, siendo sepultado en el cementerio central de Bogotá. Durante su funeral, el expresidente interino José María Rojas Garrido expresó esto que sigue:

La República debe su independencia a los próceres; pero a vos os debe más: os debe su libertad y su derecho por vuestro dilatado magisterio en la enseñanza de las verdaderas doctrinas Liberales, que habéis confirmado y sellado con vuestra muerte sublime, muerte del justo, del sabio honrado, del gran filósofo de convicciones profundas, ingenuas e quebrantables.